# 氷 (アルバム)
『氷』（こおり）は、宇徳敬子の2作目のオリジナル・アルバム。1996年11月11日にZAIN RECORDSから発売された。

## 内容
前作『砂時計』から2年ぶりのオリジナル・アルバム。全曲の作詞・作曲・コーラスアレンジを宇徳自身が手がけた。
既発シングル曲「あなたは 私の ENERGY」「不思議な世界」「あなたが世界一」「メッセージ」を収録（うち2曲はアルバム・バージョン）。「Eternity」「この情熱はダイヤモンド」は瀬戸朝香への楽曲提供作品であり、ソングライター・デビュー作ということもありセルフカバーしている。
ギタリストで参加している中島正雄のプロデュース作はB'zのミニ・アルバム「WICKED BEAT」以来である。

## ミュージック・ビデオ
収録曲「氷」は本作発売時にミュージック・ビデオが制作され、茶色のコートを着た宇徳が湖畔を歩いている姿、カーテンがなびく部屋の中での歌唱シーンなどが収録され、当時の音楽番組「NO.」、「CD NEWS」などでアルバム紹介映像として放送された。

## チャート成績
オリコンチャート初登場2位を記録し、初動売上も前作『砂時計』に続き10万枚を突破した。2010年現在、宇徳の全作品の中で最後にオリコンベスト3入りした作品である。

## 収録曲

### CD
| 全作詞・作曲: 宇徳敬子（+コーラス・アレンジ）。 |                                         |                                 |                                 |                      |      |
| #                                               | タイトル                                | 作詞                            | 作曲・編曲                      | 編曲                 | 時間 |
| 1.                                              | 「氷」                                  | 宇徳敬子（+コーラス・アレンジ） | 宇徳敬子（+コーラス・アレンジ） | UK Project           | 3:39 |
| 2.                                              | 「メッセージ」                          | 宇徳敬子（+コーラス・アレンジ） | 宇徳敬子（+コーラス・アレンジ） | 明石昌夫・UK project | 5:00 |
| 3.                                              | 「YEAI YEAI」(Album Version)            | 宇徳敬子（+コーラス・アレンジ） | 宇徳敬子（+コーラス・アレンジ） | 古井弘人・UK Project | 4:25 |
| 4.                                              | 「あなたは 私の ENERGY」(Album Version) | 宇徳敬子（+コーラス・アレンジ） | 宇徳敬子（+コーラス・アレンジ） | 池田大介             | 4:02 |
| 5.                                              | 「あなたが世界一」                      | 宇徳敬子（+コーラス・アレンジ） | 宇徳敬子（+コーラス・アレンジ） | 古井弘人・UK Project | 4:44 |
| 6.                                              | 「愛の戦士 ～I'm a fighter～」          | 宇徳敬子（+コーラス・アレンジ） | 宇徳敬子（+コーラス・アレンジ） | 古井弘人・UK Project | 6:05 |
| 7.                                              | 「Eternity」                            | 宇徳敬子（+コーラス・アレンジ） | 宇徳敬子（+コーラス・アレンジ） | UK Project           | 2:44 |
| 8.                                              | 「この情熱はダイヤモンド」              | 宇徳敬子（+コーラス・アレンジ） | 宇徳敬子（+コーラス・アレンジ） | 池田大介             | 4:22 |
| 9.                                              | 「不思議な世界」(Fancy Version)         | 宇徳敬子（+コーラス・アレンジ） | 宇徳敬子（+コーラス・アレンジ） | DIMENSION            | 5:43 |
| 10.                                             | 「ランナー」                            | 宇徳敬子（+コーラス・アレンジ） | 宇徳敬子（+コーラス・アレンジ） | 明石昌夫             | 4:40 |
| 11.                                             | 「あなたを探してる」                    | 宇徳敬子（+コーラス・アレンジ） | 宇徳敬子（+コーラス・アレンジ） | UK Project           | 4:49 |
| 12.                                             | 「今日は調子悪いの」                    | 宇徳敬子（+コーラス・アレンジ） | 宇徳敬子（+コーラス・アレンジ） | 池田大介             | 4:33 |
| 合計時間:                                       | 合計時間:                               | 合計時間:                       | 54:46                           |                      |      |

### 備考
1. 氷
アルバム・タイトル曲。
2. メッセージ
8枚目のシングル表題曲。
3. YEAI YEAI（Album Version）
「メッセージ」のカップリング曲のアルバム・バージョン。
4. あなたは 私の ENERGY（Album Version）
5枚目のシングル表題曲のアルバム・バージョン。
5. あなたが世界一
7枚目のシングル表題曲。
6. 愛の戦士 ～I'm a fighter～
7. Eternity
瀬戸朝香への提供曲のセルフカバー。
8. この情熱はダイヤモンド
瀬戸朝香への提供曲のセルフカバー。
第76回全国高校ラグビーテーマソング。
9. 不思議な世界（Fancy Version）
6枚目のシングル表題曲のアルバム・バージョン。
10. ランナー
11. あなたを探してる
12. 今日は調子悪いの

## 参加ミュージシャン
- 中島正雄 - ギター
- 渡辺直樹 - ベース
- 青山純 - ドラム
- Denny Fongheiser - ドラム
- エルトン永田 - ピアノ
- 生沢佑一（TWINZER） - コーラス